# Aeroportul Kadala
Aeroportul Kadala (IATA: HTA, ICAO: UIAA) este un aeroport din Transbaikal, Rusia ce deservește zona Cita. Aeroportul a fost tranzitat în 2021 de 514.623 de pasageri. A fost deschis în 1938.
Situat la o altitudine de 692 m, aeroportul dispune de 1 pistă.

## Infrastructură

### Piste
Aeroportul dispune de o singură pistă. Pista 11/29 are suprafața de beton și dimensiunile 2.799 m × 56 m. 